# Vitaliy Nakonechnyy
Pour les articles homonymes, voir Nakonechny.
 Vitaliy Nakonechnyy (en ukrainien : Віталій Наконечний, né le 2 août 1986 à Kalouch) est un gymnaste ukrainien.
Il termine 4e par équipes lors du concours général des Jeux olympiques de Londres en 2012. Au cheval d'arçons, il termine 6e avec un score de 14,766.
Il avait terminé 8e du concours général individuel des Championnats d'Europe de gymnastique artistique 2011.